# マーヤー
マーヤー (サンスクリット語: माया、Māyā) は、インドの宗教やインド哲学に現れる概念である。
元来、ブラフマーなどが用いる神の力・神秘的な力を意味し、その後、幻影という意味に変化した。人を幻惑させる力という意味で、「幻力」と訳されることもある。
インド哲学では、シャンカラなどにより、現実世界がマーヤー（幻影）であり、真実の世界を覆い隠しているとされ、ショーペンハウアーも『意志と表象としての世界』にて物自体である意志の単一性・本質を覆い隠している、物自体の客体である表象における数多性（個別化の原理）の説明としてマーヤーを用いている（マーヤーのヴェール）。

## 仏教
大乗仏教においては、摩耶は般若経の重要なテーマである。
般若経においては、すべての法（現象）は幻のようなものであり、それは五蘊に限らず、菩薩や涅槃さえも含むすべての存在がそうだと述べている。